# Sistema das Nações Unidas

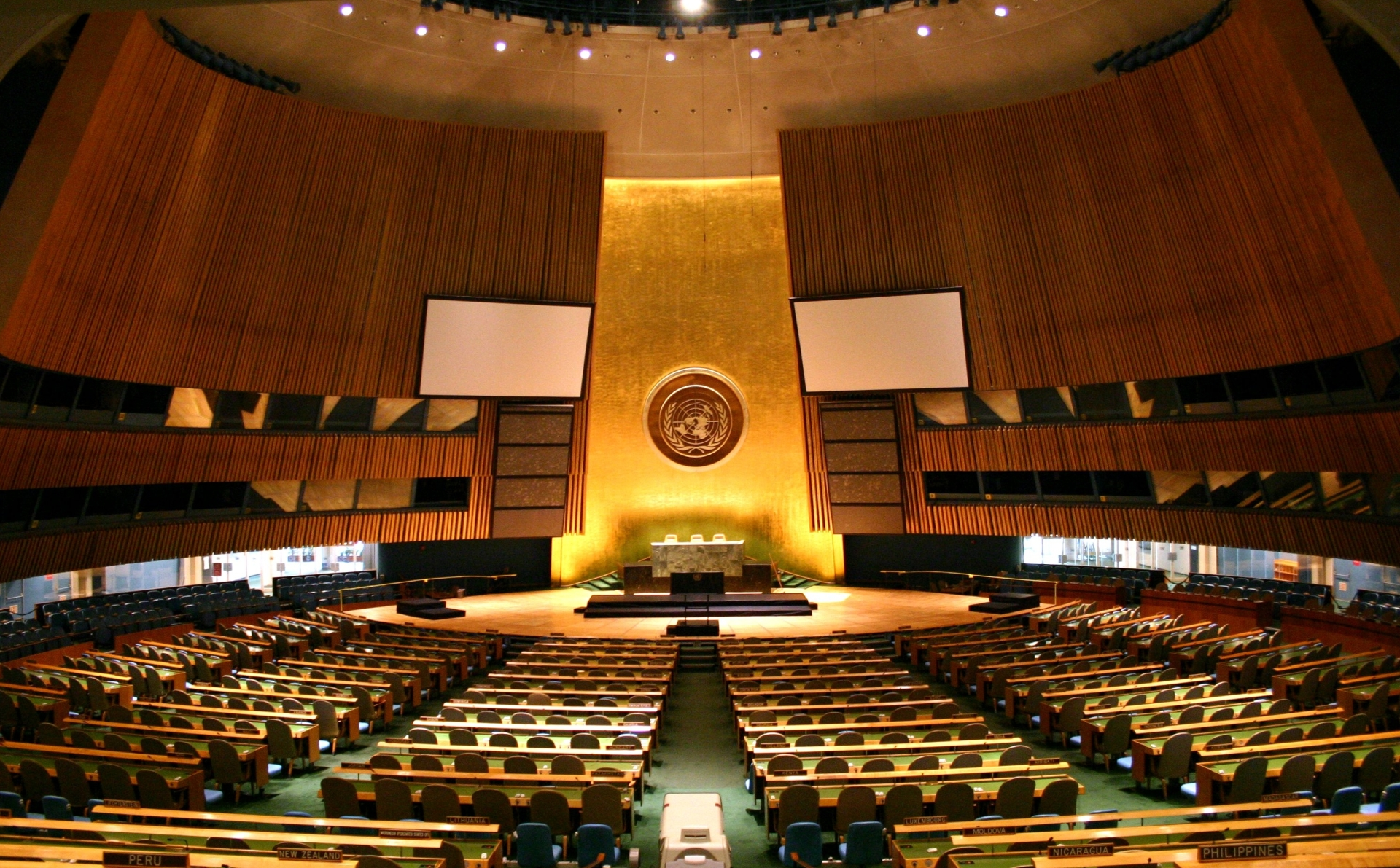
Reunião plenária da Assembléia Geral das Nações Unidas.

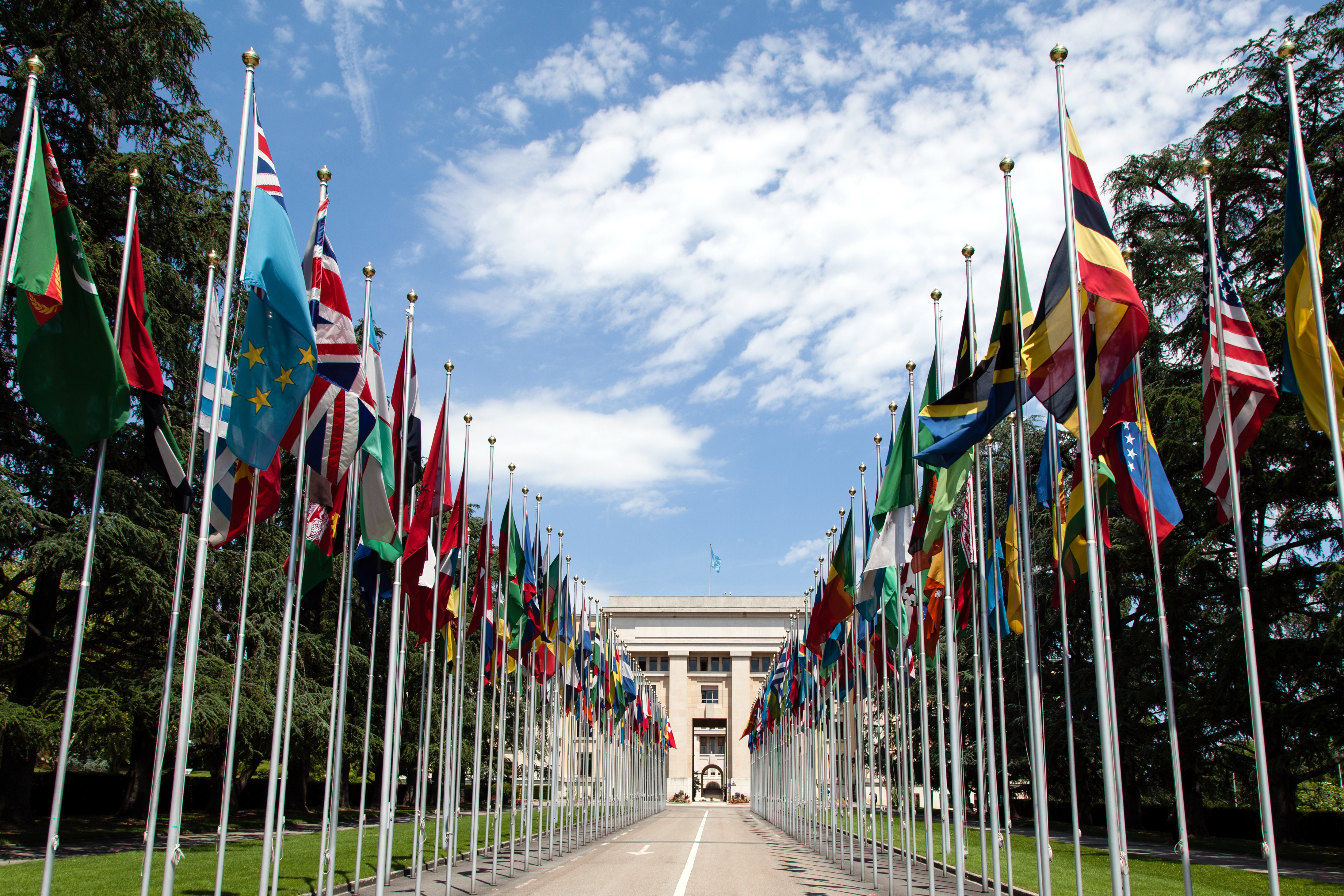
Genebra.

O Sistema das Nações Unidas é composto pelos seis órgãos principais da Organização das Nações Unidas – Assembleia Geral, Conselho de Segurança, Conselho Económico e Social (ECOSOC), Conselho de Tutela, Corte Internacional de Justiça (CIJ) e Secretariado –, das Agências Especializadas e de organizações relacionadas. O Sistema das Nações Unidas inclui órgãos subsidiários, como fundos e programas administrados separadamente, institutos de pesquisa e treinamento e outras entidades subsidiárias. Algumas dessas organizações internacionais são anteriores à fundação das Nações Unidas em 1945 e foram herdadas após a dissolução da Liga das Nações.

## Nações Unidas
| Assembleia Geral — Assembleia deliberativa — | | Secretariado — Órgão administrativo — |  | Corte Internacional de Justiça — Corte universal de lei internacional — |  |  |
| Assembleia Geral das Nações Unidas | Sede das Nações Unidas, em Nova Iorque. | Corte Internacional da Justiça, em Haia. |  |                                                                         |  |  |
| - Decide recomendações não-compulsórias aos Estados-membros ou sugestões ao Conselho de Segurança (CSNU); - Decide a admissão de novos Estados-membros, de acordo com a aprovação do Conselho de Segurança (CSNU); - Aprova o orçamento da organização; - Elege os membros não-permanentes do Conselho de Segurança (CSNU); a membresia do ECOSOC; o Secretário-geral; e os quinze magistrados da Corte Internacional de Justiça. Cada país tem direito a um voto. | - Concede suporte a outros órgãos administrativos das Nações Unidas (por exemplo, na organização de conferências, publicação de relatórios e estudos e/ou planejamento orçamentário); - Sua liderança - na figura do Secretário-geral - é eleito pela Assembleia Geral para mandato de cinco anos, sendo o mais alto representante da organização. | - Julga disputas entre os Estados-membros que reconhecem sua jurisdição; - Emite parecer legal sobre questões de interesse internacional; - Apoia-se no princípio de maioria relativa. Os quinze magistrados são eleitos pela Assembleia Geral para mandato de nove anos. |  |                                                                         |  |  |
| | | |  |                                                                         |  |  |
| Conselho de Segurança — Questões de abrangência internacional — | Conselho Económico e Social — Questões de ordem econômica e social globais — | Conselho de Tutela — Administração dos territórios sob tutela (atualmente inativo) — |  |                                                                         |  |  |
| Plenário do Conselho de Segurança das Nações Unidas, em Nova Iorque. | Plenário do Conselho Econômico e Social das Nações Unidas, em Nova Iorque. | Plenário do Conselho de Tutela das Nações Unidas, em Nova Iorque. |  |                                                                         |  |  |
| - Preza pela manutenção da paz e segurança internacional; - Pode vir a adotar resoluções compulsórias; - Possui quinze membros: cinco Membros Permanentes (com poder de veto) e dez membros eleitos. | - Preza pela cooperação entre os Estados-membros em questões de interesse econômico e social; - Coordena a cooperação entre as agências especializadas; - Possui 54 membros, eleitos pela Assembleia Geral para um mandato de três anos. | - Preza pela administração das colônias outrora pertencentes aos mandatos da Liga das Nações; - Foi desativado em 1994, quando Palau, o último território sob tutela, alcançou sua independência.                                                                         |  |                                                                         |  |  |

### Assembleia Geral
A Assembleia Geral das Nações Unidas (AGNU/AG) é um dos seis principais órgãos consistentes das Nações Unidas e o único em que a quantidade total de membros possui representação igualitária. Entre suas incumbências estão supervisionar o orçamento das Nações Unidas, eleger os membros não-permanentes do Conselho de Segurança, receber relatórios de outros organismos internos e realizar recomendações na forma de resoluções.

### Conselho de Segurança
O Conselho de Segurança das Nações Unidas (CSNU) é um dos seis principais órgãos das Nações Unidas, sendo incumbido de manter a paz e segurança internacional. Seus poderes, delineados pela Carta das Nações Unidas, incluem o estabelecimento de operação de manutenção de paz, o estabelecimento de sanções internacionais e a autorização de ações militares. Tais medidas se expressam através de resoluções, aprovadas pelos Estados-membros.
O Conselho de Segurança teve sua primeira sessão em 17 de janeiro de 1946 em Westminster, Londres, Reino Unido. Desde então, as reuniões têm ocorrido nos mais diversos locais, incluindo Paris e Addis Abeba, assim como na atual Sede da Organização, em Nova Iorque. 
Dos quinze membros do Conselho de Segurança, cinco são Membros Permanentes com poder de veto (China, Estados Unidos, França, Reino Unido e Rússia) e dez são membros Não-permanentes eleitos para mandato de dois anos de duração. Esta estrutura básica é definida no Capítulo V da Carta das Nações Unidas. Os membros do Conselho de Segurança devem sempre fazer-se representados na sede da organização em Nova Iorque.

### Conselho Econômico e Social
O Conselho Econômico e Social das Nações Unidas (ECOSOC) constitui um dos seis principais órgão das Nações Unidas. É responsável por coordenar a atuação econômica e social das 14 agências especializadas das Nações Unidas, suas comissões funcionais e cinco comissões regionais. O Conselho Econômico e Social possui 54 membros, que reúnem-se anualmente em julho. Desde 1998, o órgão também realiza cimeiras no mês de Abril reunindo ministros de finanças de diversas nações, o alto comissariado do Grupo Banco Mundial e líderes do Fundo Monetário Internacional (FMI). O ECOSOC atua como fórum central de discussão de questões econômicas e sociais e na formulação de recomendações políticas endereçadas aos Estados-membros e ao próprio Sistema das Nações Unidas.

### Secretariado
O Secretariado das Nações Unidas é encabeçado pelo Secretário-geral das Nações Unidas, assistido por um corpo de oficiais internacionais em vários postos ao redor do globo. O órgão provê informações, pesquisas e instalações para as diversas instituições ligadas às Nações Unidas; além de estar incumbido de executar questões acordadas pelo Conselho de Segurança, a Assembleia Geral e o Conselho Econômico e Social. A Carta das Nações Unidas prevê que os servidores neste organismo sejam "dos mais altos graus de eficiência, competência e integridade", contando com ampla abrangência geográfica. 

### Outros órgãos
1. Alto Comissariado das Nações Unidas para os Refugiados (ACNUR)
2. Escritório do Alto Comissário das Nações Unidas para os Direitos Humanos (EACDH)
3. Programa Conjunto das Nações Unidas sobre o HIV (ONUSIDA)
4. Gabinete das Nações Unidas de Serviços para Projectos (GNOPS)
5. United Nations System Staff College (UNSSC)
6. Universidade das Nações Unidas (UNU)

### Institutos de estudo e pesquisa
1. International Research and Training Institute for the Advancement of Women (INSTRAW)
2. United Nations Interregional Crime and Justice Research Institute (UNICRI)
3. United Nations Institute for Training and Research (UNITAR)
4. United Nations Research Institute for Social Development (UNRISD)
5. United Nations Institute for Disarmament Research (UNIDIR)

## Comissões orgânicas
1. Comissão de Ciência e Tecnologia para o Desenvolvimento
2. Conselho de Direitos Humanos
3. Comissão do Desenvolvimento Rural
4. Comissão de Estatística
5. Comissão de Estupefacientes
6. Comissão do Estatuto das Mulheres
7. Comissão para a População e Desenvolvimento
8. Comissão de Prevenção e Justiça Criminal
9. Comissão para o Desenvolvimento Sustentável

### Comissões regionais
1. Comissão Econômica para a Europa (CEE)
2. Comissão Econômica para a África (CEA)
3. Comissão Econômica para a América Latina e o Caribe (CEPAL)
4. Comissão Econômica para a Ásia Ocidental (CESAO)
5. Comissão Econômica e Social para a Ásia e Pacífico (CESAP)
6. Fórum das Nações Unidas para as Florestas

### Órgãos conexos
1. Comissão Preparatória da Organização do Tratado sobre a Proibição Total de Ensaios Nucleares (CTBTO)
2. Agência Internacional de Energia Atómica (AIEA)
3. Organização Mundial do Comércio (OMC)
4. Organização Mundial de Turismo (OMT)
5. Organização para a Proibição das Armas Químicas (OPAQ)

## Organismos especializados
| Alimentação e Agricultura (FAO)          | Fundo de Desenvolvimento Agrícola (FIDA) | Aviação Civil Internacional (OACI)            | Organização Internacional do Trabalho (OIT) |  |  |  |
|                                          |                                          |                                               |                                             |  |  |  |
|                                          |                                          |                                               |                                             |  |  |  |
|                                          |                                          |                                               |                                             |  |  |  |
| Organização Marítima Internacional (OMI) | Fundo Monetário Internacional (FMI)      | União Internacional de Telecomunicações (UIT) | Educação, a Ciência e a Cultura (UNESCO)    |  |  |  |
|                                          |                                          |                                               |                                             |  |  |  |
|                                          |                                          |                                               |                                             |  |  |  |
|                                          |                                          |                                               |                                             |  |  |  |
| Desenvolvimento Industrial (UNIDO)       | União Postal Universal (UPU)             | Grupo Banco Mundial (GBM)                     | Organização Mundial da Saúde (OMS)          |  |  |  |
|                                          |                                          |                                               |                                             |  |  |  |